# 龙圩猪油饼
龙圩猪油饼，是中國廣西壯族自治區梧州市苍梧县龙圩镇的一種特色食品，主要分酥饼和软饼两种类别。酥饼香脆可口，软饼口感细腻。

## 特点
苍梧县龙圩镇制作的猪油饼可以称得上是一流送礼佳品。其外表呈金黄色，表面覆花生芝麻等辅料。猪油饼入口不腻，香甜可口，让人食之回味无穷。

## 制作
猪油饼选料严格，用的材料都是上乘好料。此外，猪油饼制作过程也极为精细严格。火候控制要适当，“过火”与“欠火”都是无法制作出上好的猪油饼的。